# أساس جدار

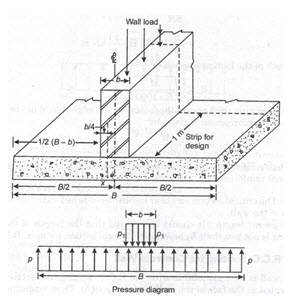
أساس جدار

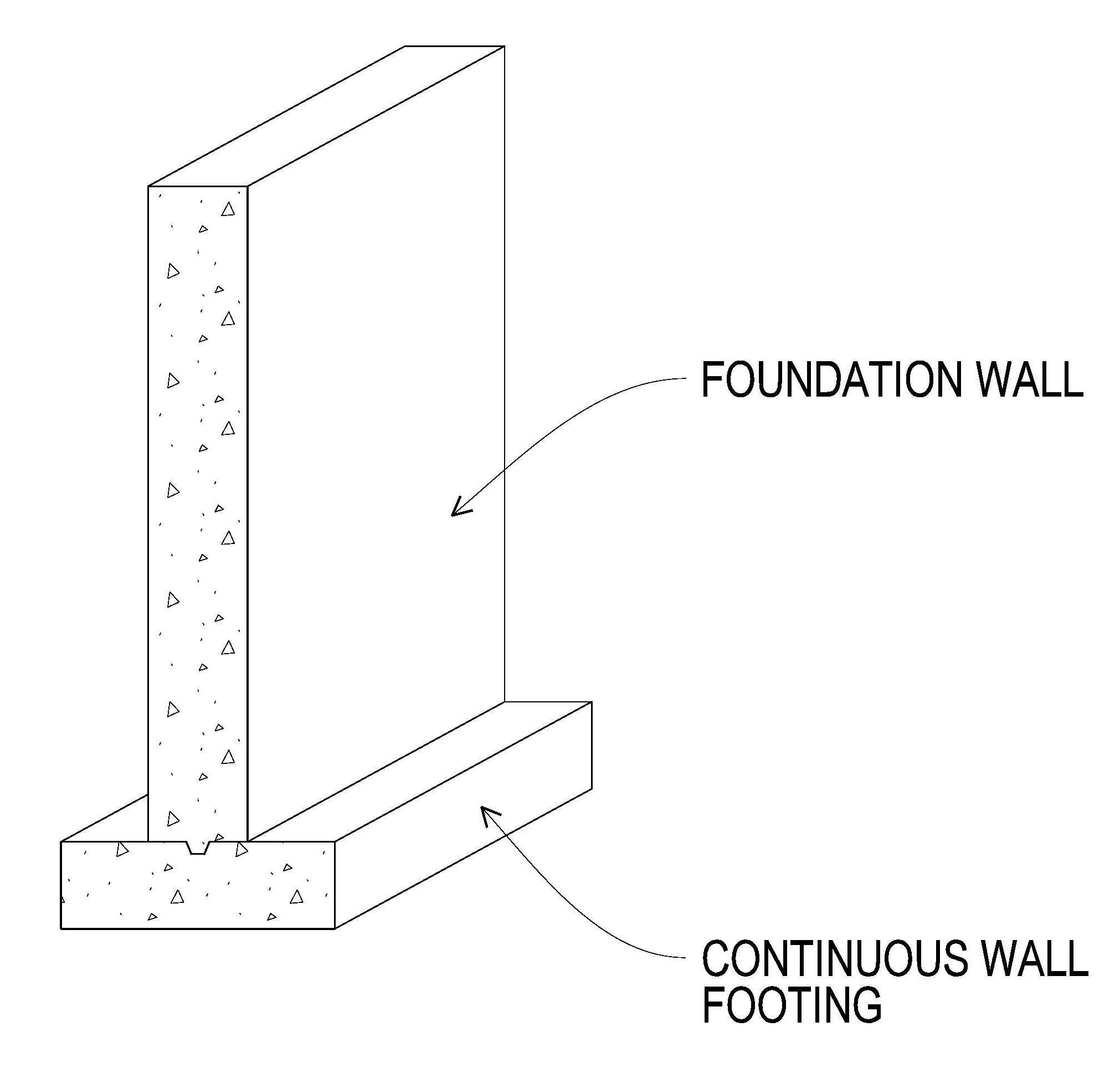
أساس جدار

أساس الجدار أو الأساس الشريطي هو شريط مُستمر من الخرسانة يعمل على توزيع وزن الجدار الحامل عبر منطقة من التربة. وهو أحد أنواع الأساسات السطحية.
قد يتم تصميم أساسات الجدران التي تحمل أحمالاً رأسية مباشرة إما من الخرسانة العادية أو الخرسانة المسلحة. نظراً لأن أساس الجدار ينحرف (Deflection) باتجاه واحد؛ يتم تحليله من خلال أخذ شريحة من عرض الأساس وبطول 1م.